# Кастелпагано
Кастелпагано је насеље у Италији у округу Беневенто, региону Кампанија.
Према процени из 2011. у насељу је живело 440 становника. Насеље се налази на надморској висини од 649 м.

## Становништво
| 1951. | 1961. | 1971. | 1981. | 1991. | 2001. | 2011. |
| ----- | ----- | ----- | ----- | ----- | ----- | ----- |
| 2.902 | 2.448 | 2.254 | 2.006 | 1.859 | 1.699 | 1.547 |